# Pascal Richmann

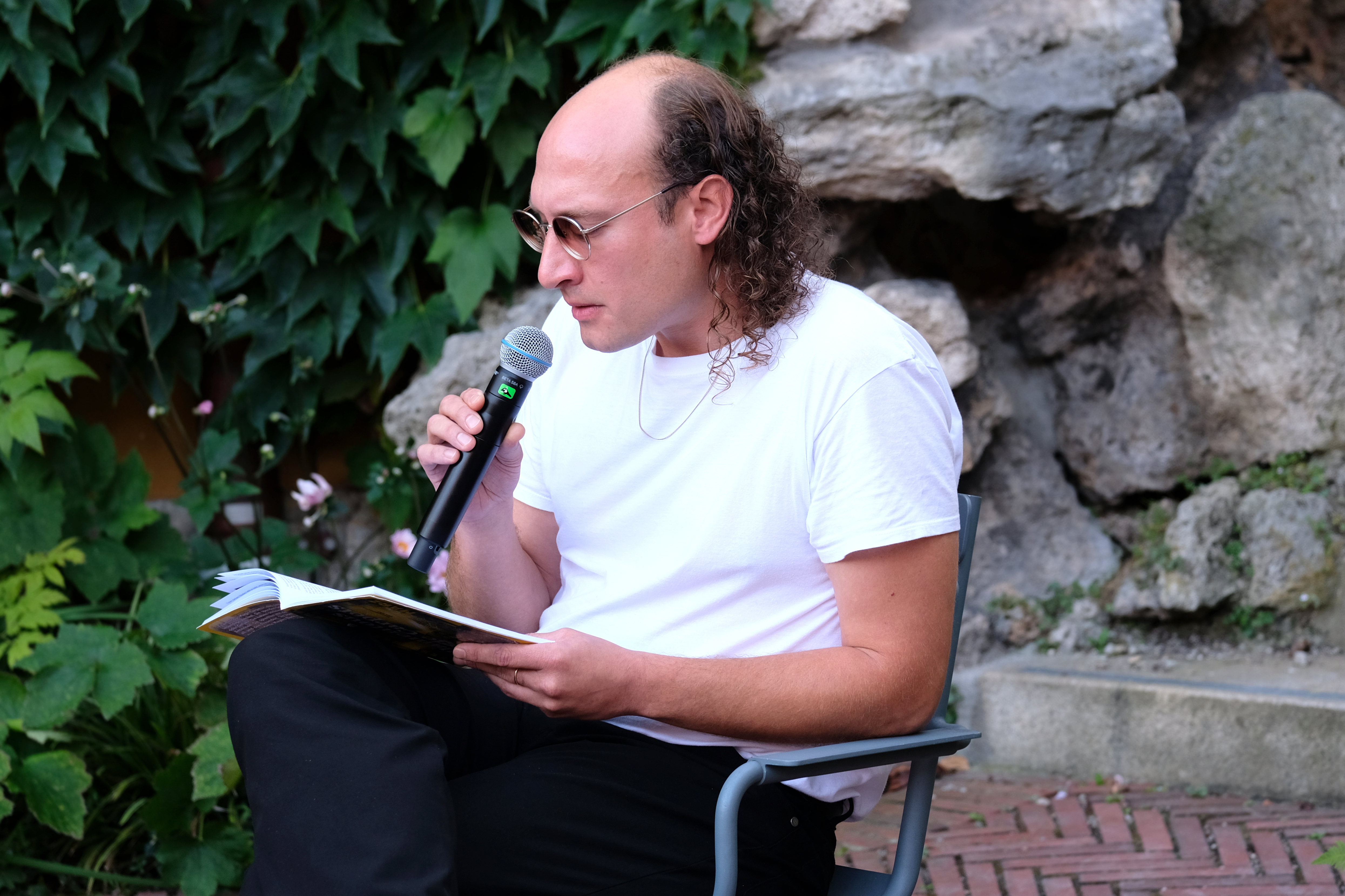
Pascal Richmann (2022)

Pascal Richmann (* 1987 in Dortmund) ist ein deutscher Schriftsteller.

## Leben
Pascal Richmann studierte Sozial- und Kulturanthropologie an der Universität Heidelberg und Literarisches Schreiben in Hildesheim. Er ist Mitglied der Akademie für Letalität und Lösungen. 2017 erschien sein Buch Über Deutschland, über alles, das überwiegend positiv aufgenommen wurde, an dem sich aber auch Kritik übte. Er veröffentlicht regelmäßig Essays im Hörfunksender SWR2 und in der Zeitschrift Merkur, unter anderem über das Unheimliche.

## Veröffentlichungen (Auswahl)
- Marsch der Wirte. Hanser, München 2016. ISBN 9783446252288
- Über Deutschland, über alles. Hanser, München 2017. ISBN 3446256520
- Krimidichtung in Antwerpen. Merkur, Mai 2018, 72. Jahrgang, Heft 828.
- Man vermisst diesen Planeten. Über das Unheimliche. Spector Books, Leipzig 2021. ISBN 3959054076
- Das richtig schlechte Gefühl. SWR2, 2021.